# Pleione formosana
Pleione formosana é uma espécie de orquídea (Orchidaceae) do Sudeste Asiático.